# Lonchoderma
Lonchoderma is een geslacht van schildvoetigen uit de  familie van de Prochaetodermatidae.

## Soort
- Lonchoderma longisquamosum (Salvini-Plawen, 1986)